# Lindewitter Forst

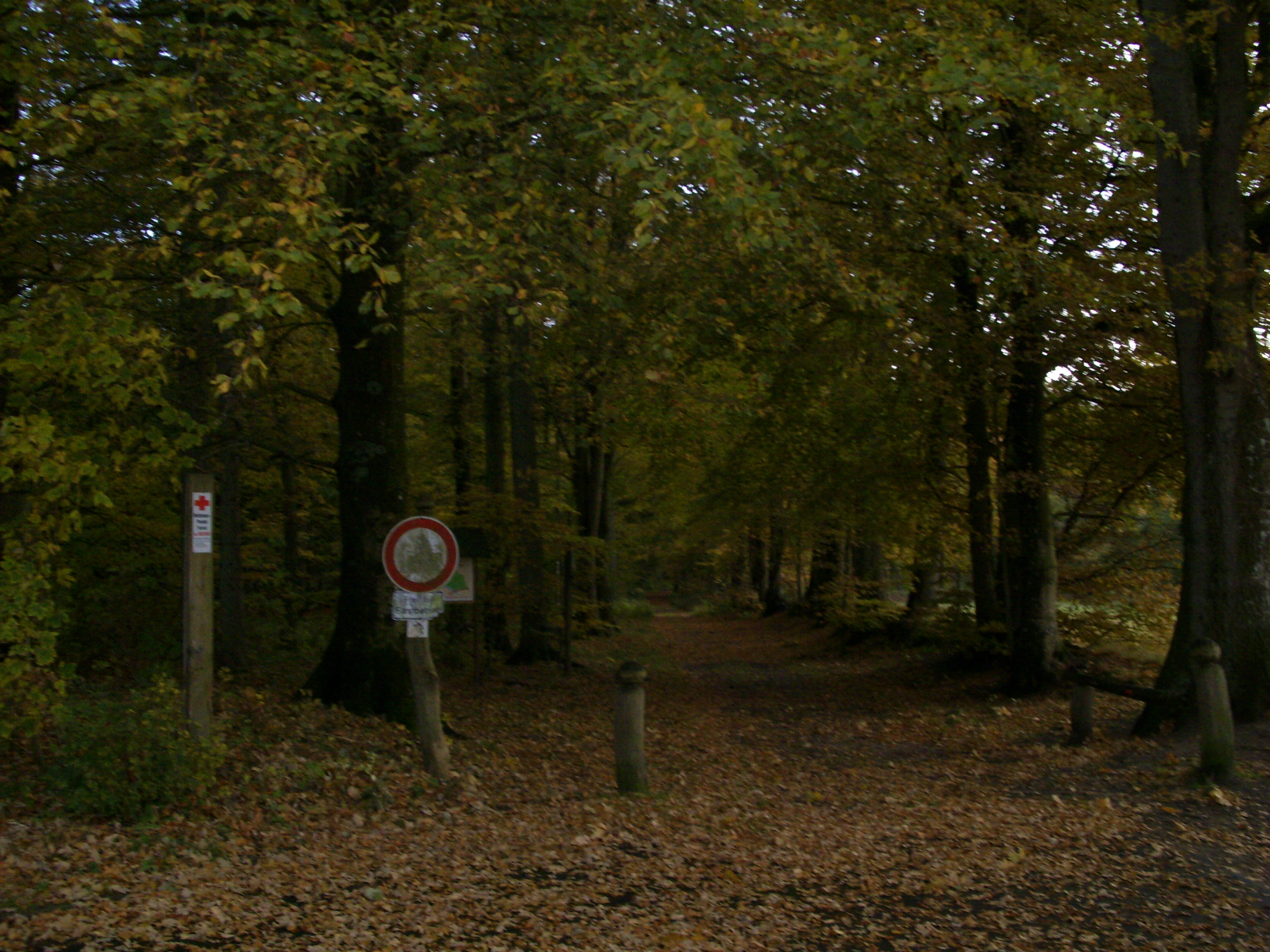
Der Zugang zum Lindewitter Wald

Der Lindewitter Forst (amtlich Lindewitter Holz) (dänisch Lindved Skov oder auch Lindeved Skov) ist ein ca. 70 Hektar großer Wald bei Lindewitt im Kreis Schleswig-Flensburg.

## Beschreibung

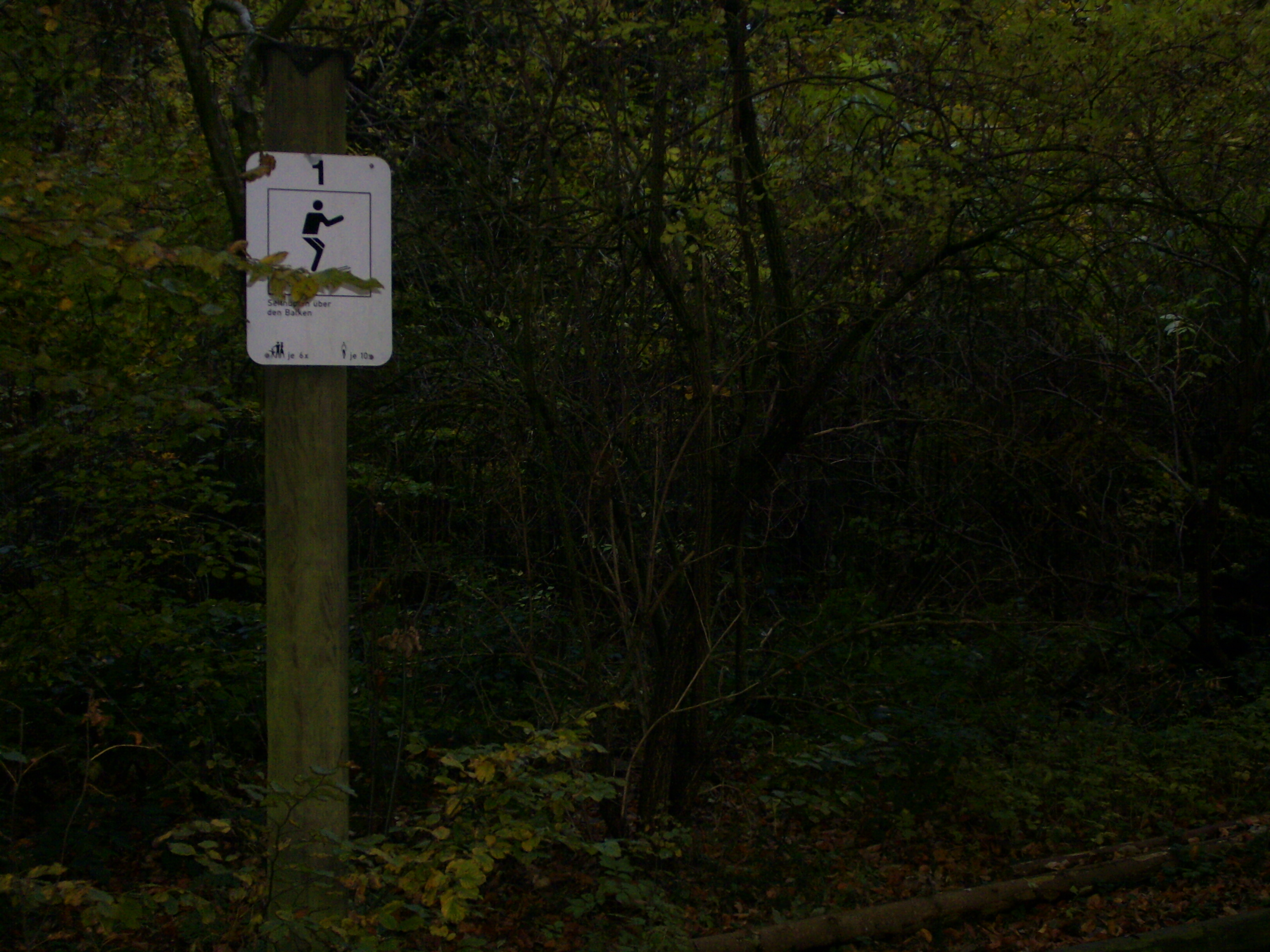
Trimm-Dich_Pfad

Bei dem Forst handelt es sich um einen Mischwald. Es überwiegen Laubbaumarten, insbesondere Buche und Eiche, vereinzelt finden sich auch Kirsche. Nadelbäume am Standort sind Rotfichten, Douglasien und Weißtannen. Der Wald befindet sich im Gemeindegebiet von Lindewitt, welches naturräumlich im Bereich der Haupteinheit Schleswiger Vorgeest (Nr. 697) liegt. Der Boden ist sandig.
Zu den Sehenswürdigkeiten im Waldgebiet zählen ein Trimm-Dich-Pfad, ein Waldschwimmbad sowie das Gräfin von Blücher-Denkmal. In unmittelbarer Nähe befindet sich zudem der Kindergarten des Dorfes Lindewitt und eine Außenstelle der Grundschule Großenwiehe. In direkter Nachbarschaft befinden sich am Waldrand auch die gemeindlichen Sportanlagen, die vom TSV Lindewitt genutzt werden.
Die Waldfläche zählt zum Staatsforst Schleswig-Holstein. Der Name des Waldes ist aus altdän. lind für Linden und -ved für Wald zusammengesetzt.

## Bewirtschaftung
Für die Bewirtschaftung des Lindewitter Forstes ist die Glücksburger Försterei zuständig.

## Forstlicher Rettungspunkt
Für den Lindewitter Forst wurde ein Rettungspunkt festgelegt. Er trägt die Nummer 80308.

## Weblinks

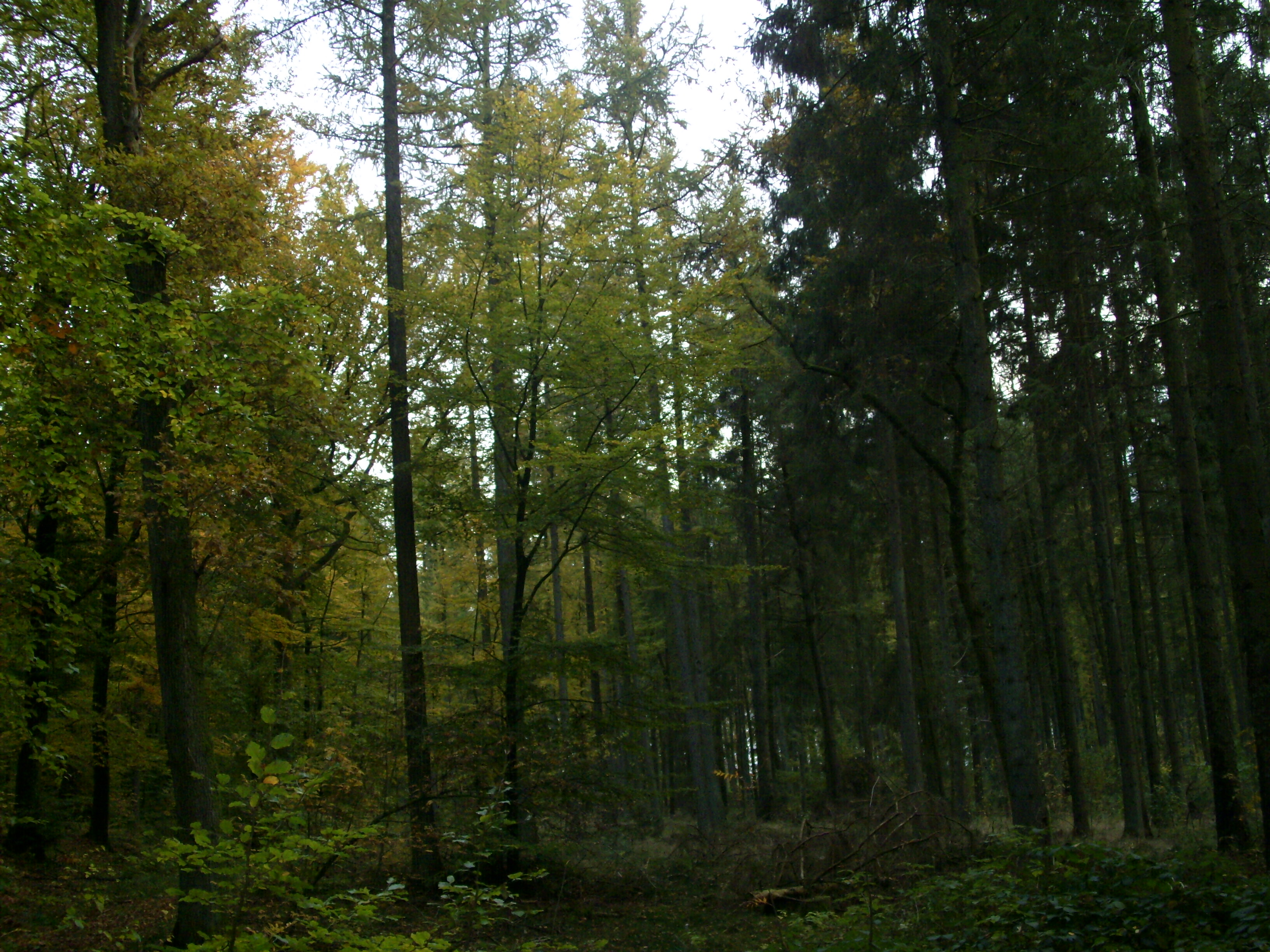
Impression aus dem Forst